# Seyches
Seyches är en kommun i departementet Lot-et-Garonne i regionen Nouvelle-Aquitaine i sydvästra Frankrike. Kommunen ligger i kantonen Seyches som tillhör arrondissementet Marmande. År 2022 hade Seyches 1 057 invånare.

## Befolkningsutveckling
Antalet invånare i kommunen Seyches
| Referens: INSEE |